# The Passionate Plumber
 The Passionate Plumber és una comèdia estatunidenca de 1932 dirigida per Edward Sedgwick. El guió de Laurence E. Johnson i Ralph Spence és basat en l'obra En el seu candor ingenu de Jacques Deval. És la segona adaptació de l'obra al cinema, després de la pel·lícula muda The Cardboard Lover (1928). Una altra versió es rodaria el 1942, amb el títol Her Cardboard Lover.

## Argument
Elmer Tuttle, lampista parisenc, és contractat per la dona de món Patricia Alden per ajudar-lo a posar gelós el seu amant Tony Lagorce. Amb l'ajuda del seu amic Julius J. McCracken i gràcies als contactes que ha establert en l'alta societat a través de Patricia, Elmer espera trobar un finançament per a la seva última invenció, una pistola amb una llum de telemetria. Tenen lloc tot de peripècies còmiques quan els esforços d'Elmer per suscitar l'interès d'un cap militar són interpretats com una temptativa d'assassinat.

## Repartiment
- Buster Keaton: Elmer E. Tuttle
- Jimmy Durante: Julius J. McCracken
- Irene Purcell: Patricia Alden
- Polly Moran: Albine
- Gilbert Roland: Tony Lagorce

## Rebuda
Buster Keaton i Durant Jimmie, dos còmics diferents, es diverteixen amb la trama de "Her Cardboard Lover", en una interpretació burleta de la comèdia de M. Deval 's. "The Passionte Plumber" és una bona mostra de l'escola d'humor i té el propòsit de fer riure en dues bones escenes.